# 鳥取市立東郷小学校
鳥取市立東郷小学校（とっとりしりつ とうごうしょうがっこう）は、鳥取県鳥取市篠坂にある公立小学校。

## 教育目標
人・学校・地域を愛する心と生きる力の育成

## 沿革
- 1873年（明治6年） - 中村に中村小学校を置き、本高地区と高路地区に支校を併設
- 1892年（明治25年） - 東郷尋常小学校と改称
- 1953年（昭和28年） - 鳥取市立東郷小学校と改称
- 1985年（昭和60年） - 篠坂6番地の1（現在地）に新校舎及び体育館完成

## 通学区域
本高、北村、西今在家、篠坂、中村、有富、高路
- ただし、小規模校特別転入制度により、区域外からの通学が認められている。

## 進学先中学校
- 鳥取市立高草中学校

## 交通アクセス
- 鳥取駅バスターミナル：日ノ丸バス「高路」行き（路線番号：55）、今在家口バス停下車。